# Порциг, Вальтер
Вальтер Порциг (нем. Walter Porzig) (30 марта 1895, Роннебург, Тюрингия — 14 октября 1961, Майнц), немецкий филолог. Основные труды в области сравнительного индоевропейского языкознания, древнегреческого языка и литературы.
В 1922-25 годах преподавал в Лейпцигском университете. Профессор университетов Берна, Йены (с 1935), Страсбурга (1941-44) и Майнца (с 1951).
С 1935 года издавал журнал «Indogermanisches Jahrbuch».
Также известен своими исследованиями древнеиндийского эпоса «Махабхарата».

## Список трудов
- Das Schlangenopfer, Lpz., 1924;
- Aischylos, die attische Tragodie, Lpz., 1926;
- Die Namen fur Satzinhalte in Griechischen und im Indogermanischen, В., 1942;
- Das Wunder der Sprache. Ergebnisse, Probleme und Methoden der modernen Sprachwissenschaft, 1950.
- Das Wunder der Sprache, 3 Aufl., Bern, 1962;
- Die Gliederung des Indogermanischen Sprachgebiets, Hdlb., 1954; в русском переводе — Членение индоевропейской языковой области, М., 1964.